# Jasna Babić
Jasna Babić (Zadar, 13. veljače 1957. — Zagreb, 31. listopada 2017.), bila je hrvatska novinarka.

## Životopis
Jasna Babić rođena je u Zadru 1957. godine. Diplomirala je na Fakultetu političkih znanosti u Zagrebu. Prvi novinski tekst objavila je s deset godina u sarajevskim Malim novinama u koje je poslala vijest o otvorenju željezničke pruge Knin–Zadar. Krajem 1970-ih počela je pisati za omladinski časopis Polet u kojem je objavljivala zapažene reportaže. Za seriju reportaža Polet on the road, gdje je autostopom s fotografom putovala kroz Jugoslaviju od Jesenica do Gevgelije, osvojila je svoju prvu strukovnu nagradu. Istovremeno je pisala tekstove i za Studentski list. U drugoj polovici 1980-ih prešla je u Danas, gdje se etablirala kao vrhunska reporterka prateći događaje koji su doveli do raspada Jugoslavije.
Nakon vrlo kratkog pisanja u Zapadu, jednoj od prvih privatnih jugoslavenskih novina, 1990. zajedno s drugim kolegama osnovala je Globus u kojem je radila kao ratna reporterka. Zbog nezadovoljstva izdavačko-poslovnom politikom u tom listu, sredinom 1990-ih s Ivom Pukanićem i Denisom Kuljišem odlučila je pokrenuti Nacional. Za seriju članaka koje je 1996. u tom listu objavila o prisluškivanju čelnikâ oporbenih stranaka, sindikalnih lidera i nezavisnih novinara dobila je Nagradu Marija Jurić Zagorka za istraživačko novinarstvo. Istodobno je pisala za dnevnik Republika.
Nakon razlaza s Ivom Pukanićem i odlaska iz Nacionala promijenila je nekoliko redakcija, od Slobodne Dalmacije i Večernjeg lista do Jutarnjeg lista. Zbog izjave u rujnu 2000. da je HDZ "zločinačka organizacija", upotrijebivši prva kasnije čest izraz u tom kontekstu, izazvala je oštru reakciju Ive Sanadera, predsjednika HDZ-a. U ljeto 2009. neposredno nakon ostavke premijera Sanadera prva je objavila tekst o aferi Fimi media u kojem je prikazala veze premijera s tom tvrtkom. Nakon što joj je 2010. uručen otkaz u Europapress holdingu odlučila je posve preći u nezavisno novinarstvo, okrećući se polako sve čitanijem, no financijski nesigurnijem internetskom novinarstvu. Honorarno je pisala za Lupigu, Express, 24express i dr. Za trideset godina intenzivnog i predanog novinarskog rada u kojem je dobrom informiranošću, beskompromisnim pristupom i vrsnim stilom ispisala mnogo tekstova dobila je Nagradu za životno djelo Otokar Keršovani za 2016.
Posvetivši velik dio novinarske karijere otkrivanju afera, raskrinkavanju kriminalaca, pisanju o mafiji, ubojstvima, ratnim zločinima te političkim manevrima u vodećim političkim strankama, svoja saznanja objavila je u dvjema knjigama, Zagrebačka mafija (2003) o kriminalizaciji hrvatske politike i pravosuđa i Urota Blaškić  (2005.) o "podzemnom hrvatskom savezništvu u komadanju Bosne i Hercegovine". Posljednjih desetak godina života bavila se istraživanjem srednjovjekovnih procesa protiv vještica u Zagrebu i okolici, što je 2015. objavila u knjizi Vještice oko Velikog Gradišća.
Bila je pritvorena 22. siječnja 2013. godine, zbog izbjegavanja dolaska na raspravu 16 puta na Općinskom kaznenom sudu, u slučaju privatne tužbe koju je protiv nje pokrenuo Josip Radeljak zvani Dikan. Protiv pritvaranja novinarke Babić prosvjedovali su Hrvatsko novinarsko društvo, OESS i Hrvatske centar PEN-a, a pridružila im se prosvjedom i medijska organizacija jugoistočne Europe (SEEMO), mreža urednika, direktora medija i vodećih novinara u okružju. Puštena je nakon par dana.
Zbog narušena zdravlja, od siječnja 2015. kretala se s pomoću invalidskih kolica. Umrla je 31. listopada 2017. u Zagrebu na Klinici za plućne bolesti Jordanovac, gdje se posljednjih nekoliko mjeseci života liječila od karcinoma. Prema vlastitoj želji, svoje tijelo je nakon smrti darovala u istraživačke i obrazovne svrhe, ne želeći nikakav obred pokopa.

## Citati
- Ja nisam čak sigurna da je moja neprilagođenost dobra. Nikome je ne bih preporučila. To je pitanje samo izbora, to nije pitanje morala. To je pitanje slobode, ali sloboda vam jako puno košta. I onda morate odlučiti koju ćete cijenu platiti. I zapravo svodi se samo na to: Slobodu nam nitko neće dati. Novinari imaju onoliko slobode koliko su je sami napravili. Ni više ni manje. I ne želim uopće da mi Sabor, da mi bilo tko jamči slobodni prostor, jer to znači da mi je darovan. Kad mi je nešto darovano, kad je sloboda darovana – bila to i sloboda novinarstva – onda se, brate mili, može i oduzeti. Onaj tko dâ, taj uzme. Nismo se mi novinari baš pretrgli od toga da si sačuvamo svoje pravo na slobodnu riječ, slobodni govor i slobodne novine.[16][17][18]

– Tribina Gornji Grad: Dvije generacije novinara u medijima, govornici Jasna Babić i Ladislav Tomičić, 27. listopada 2010.
- Život nije harmonična situacija. Mi u Hrvatskoj imamo nekakvu čudnu predodžbu života kao rajskog i vječnog stanja, pa jednom uspostavljeni odnos [mora biti] zauvijek isti. To ja tako ne doživljavam. To je jedna velika pustolovina. Ljudi se sreću, razilaze, imaju zajedničke snove, pa onda svatko ode svojim putem. Ja u tome ne vidim nikakvu tragediju. Ljudi se slažu ili se ne slažu, posvađaju se. Pa tako nastaje društvo, ne?[19]

– Nedjeljom u 2: Jasna Babić, 2. siječnja 2011.
- Osim toga, nisam fan ni jedne države, ništa ne vjerujem ni u državno vlasništvo, ni u državni aparat, ni u što državno. Mislim da je to jedan veliki parazitski lažnjak, kako god se država zvala, koliko god bila velika, mala, što god se pričalo s te državne govornice.[2][20]

– intervju u povodu dodjele Nagrade za životno djelo Otokar Keršovani, 13. lipnja 2017.

## Nagrade
- Nagrada "Marija Jurić Zagorka" za istraživačko novinarstvo, 1996.
- Nagradu za životno djelo "Otokar Keršovani", 2016.

## Djela
- Zagrebačka mafija (Zagreb, 2003.)
- Urota Blaškić (Zagreb, 2005.)
- Vještice oko Velikog Gradišća (Zagreb, 2015.)

## Vanjske povezice
- Jasna Babić i Ladislav Tomičić - Dvije generacije novinara u medijima 1/6 na YouTubeu, 27. listopada 2010.
- Nedjeljom u 2: Jasna Babić na Dailymotionu, 2. siječnja 2011.
- članci Jasne Babić objavljeni na Express.hr